# كابريس كرين
كابريس كرين (بالإنجليزية: Caprice Crane)‏ (1 نوفمبر 1970، هوليوود في الولايات المتحدة)؛ كاتِبة، مؤلفة، كاتبة سيناريو وروائية أمريكية.

## روابط خارجية
- كابريس كرين على موقع IMDb (الإنجليزية)
- كابريس كرين على موقع قاعدة بيانات الفيلم (الإنجليزية)